# Moskauer Staatliche Akademie für Business Administration
Die Moskauer Staatliche Akademie für Business Administration (MSABA; russisch Московская государственная академия делового администрирования), abgekürzt: МГАДА, wurde 1997 in Selenograd bei Moskau unter dem Namen Moskauer Staatliche Hochschule für Business Administration (MSHBA) als Nachfolgerin eines 1992 errichteten Wirtschafts-Colleges gegründet. 2006 wurde ihr der Akademie-Status verliehen, was etwa dem einer deutschen Fachhochschule entspricht. Das Programm umfasste jedoch auch vorakademische Ausbildungsgänge, höhere Stufen der beruflichen Bildung und Graduiertenstudiengänge.
Gelehrt wurden u. a. Wirtschafts- und Rechtswissenschaften, Management, HR, Logistik und Finanzwesen, teils auch im Abend- und Fernstudium. Als Doktoratsstudiengänge wurden angeboten: Wirtschaft und Verwaltung der Volkswirtschaft, Philosophie der Wissenschaft, Technik und Sozialphilosophie.
Letzte Rektorin war Tamara Iwanowna Kostina, Umweltpädagogin und Mitglied der russischen Akademie der Naturwissenschaften.
Die MSABA gehörte zeitweise zu den wichtigsten Business-Hochschulen Russlands. Sie war auch in der Gründerausbildung tätig. 2014 wurde die MSABA unter dem neuen Namen Институт делового администрирования (Institut für Betriebswirtschaftslehre, IDA) in die Pädagogische Staatliche Universität Moskau (MGPU) eingegliedert und soll in dieser Form u. a. den Bedarf an Lehrkräften für Betriebswirtschaft decken. Seither ist die Zahl der Studierenden erheblich zurückgegangen.